# Czoło (Pieniny)
Czoło (815 m n.p.m.) – szczyt w Pieninach Właściwych, we wschodniej części Pienin Czorsztyńskich.
Jest niewybitnym, najdalej na wschód wysuniętym szczytem głównego grzbietu Pienin Czorsztyńskich. Od zachodu sąsiaduje w tym grzbiecie z Łączaną, natomiast na wschodzie przełęcz Szopka oddziela go od Trzech Koron. Czoło ma dwa wierzchołki – wyższy wschodni i niższy zachodni będący zwornikiem dla odgałęziającego się na północ grzbietu Wysokiego Działu. Nieco dalej na zachód, w pobliżu przełęczy Zakoczył (Czerniawa) jest zwornik dla biegnącego na południe grzbietu Nowej Góry. Takie usytuowanie na styku grzbietów rozchodzących się na cztery strony powoduje, iż stoki są odwadniane przez cztery potoki płynące dolinami rozdzielającymi te grzbiety. Stok północny – nachylony najłagodniej – opada do doliny Pienińskiego Potoku, północno-zachodnie zbocze zachodniego wierzchołka obniża się ku dolinie Zagrońskiego Potoku, południowo-zachodnie do wąwozu Za Kocioł. Od południowej strony stoki stromo opadają do Wąwozu Szopczańskiego i dwóch dolinek: wąwozu Za Kocioł oddzielającego Czoło od Nowej Góry i dolinki Pod Kopą oddzielającej Czoło od Trzech Koron. Dolinki te łączą się przy Rojowej Skale stanowiącej południowe zakończenie Czoła, a spływające nimi strumyki zasilają Szopczański Potok.
Sam główny szczyt oraz południowy stok jest porośnięty lasem, jednak tuż poniżej, a także pod kulminacją zwornikowego wierzchołka rozciągają się liczne polany: Wielka Dolina i Wydziorki na stokach północnych oraz Toporzyskowo po południowej stronie głównego pienińskiego grzbietu. Czoło w całości znajduje się na terenie Pienińskiego Parku Narodowego. Szczytem i grzbietem biegnie granica między miejscowością Sromowce Niżne w gminie Czorsztyn (stok południowy) i Krościenkiem nad Dunajcem (stok północny).

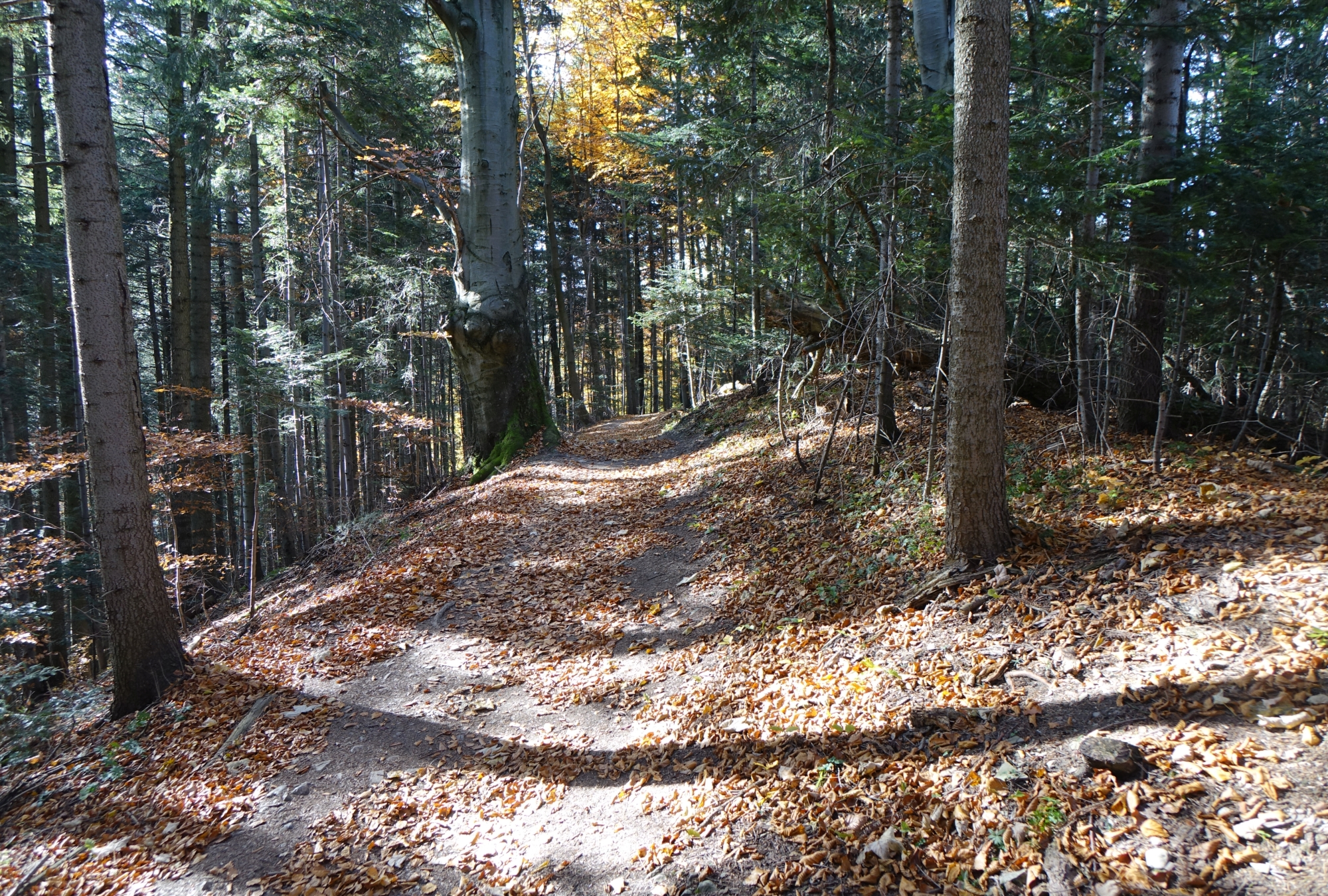
Szlak turystyczny przez Czoło

## Szlak turystyki pieszej
Czorsztyn – zbocza Macelaka – Czoło – przełęcz Szopka – Trzy Korony. Jest to fragment szlaku (Tarnów – Wielki Rogacz) biegnący wzdłuż głównego grzbietu Pienin Właściwych. Prowadzi on przez oba wierzchołki Czoła.
 Sromowce Niżne – Szopczański Wąwóz – Przełęcz Szopka. W górę 1:15 h, z powrotem 1:05 h. Szlak prowadzi przez południowe stoki Czoła.